# Sde Yoav
Sde Yoav ((he)שדה יואב) littéralement Champ de Yoav) est un kibboutz situé au sud d'Israël; entre les villes de Kiryat Gat, de Kiryat Malakhi et d'Ashkelon. Il est administré par le conseil régional de Yoav.

## Histoire
Le kibboutz a été fondé en 1966 et a pris le nom d'Yitzhak Dubno (surnommé Yoav) qui avait été tué pendant la Guerre israélo-arabe de 1948-1949 en défendant le kibboutz voisin de Negba. Près de Sde Yoav, il y avait un village arabe nommé Iraq Suwaydan qui été abandonné en 1948. En 2006, la population du kibboutz s'élevait à 210.
Acttuellement, à l'instar de nombreux kibbutzim, Sde Yoav est en voie d'être privatisé.